# Курбанов, Мердан Курбангельдыевич
Мердан Курбангельдыевич Курбанов (туркм. Merdan Gurbangeldiýewiç Gurbanow; род. 30 августа 1991, Иолотань, Марыйская область) — туркменский футболист, полузащитник клуба «Ашхабад» и сборной Туркменистана.

## Биография
Родился 30 августа года в туркменском городе Иолотань.
В сезоне 2017 выступал за могилевский клуб «Днепр» в высшей лиге Белоруссии.
В 2020 году перешёл в балканабатский «Небитчи».
В начале 2022 году Курбанов вернулся в «Ашхабад».

## Сборная Туркменистана
В 2017 году дебютировал в сборной Туркменистана, сыграв 5 сентября в матче отборочного турнира чемпионата Азии 2019 года против Сингапура. Всего на счету Курбанова 8 матчей за сборную Туркменистана. В 2019 году включён в состав сборной на финальный турнир Кубка Азии.

## Достижения
Ахал
- Серебряный призёр чемпионата Туркменистана (2): 2018, 2019.